# 看狗在说话之旧金山历险记
《看狗在说话之旧金山历险记》（英語：Homeward Bound II: Lost in San Francisco）是华特迪士尼公司于1996年推出的一部电影，由戴维·R·埃利斯导演。
《看狗在说话之旧金山历险记》是1993年电影《看狗在说话》的续集。